# مكان ما في الزمن (فلم)
مكان ما في الزمن (بالإنجليزية: Somewhere in Time) هو فيلم روائي رومانسيفانتازي أمريكي تم عرضه عام 1980 ومن بطولة كريستوفر ريف، جين سيمور وكريستوفر بلامر، تيريزا رايت ومن إخراج جينوت سزوارك، والفيلم مقتبس عن رواية عودة وقت الدعوة للكاتب ريتشارد مايثسون

## القصة
تدور القصة حول "ريتشارد كولير" - الكاتب المسرحي الذي يحصل على ساعة يد قديمة من امرأة عجوز ويقع في حب صورة قديمة لشابة جميلة يتضح أنها العجوز، فيعود بالزمن إلى عام 1912 ليعثر عليها ولكن مدير أعمالها يحذرها من عرقلة هذا الحب لطريقها الفني

## وصلات خارجية
- مقالات تستعمل روابط فنية بلا صلة مع ويكي بيانات
- (بالإنجليزية) مكان ما في الزمن  في قاعدة بيانات الأفلام على الإنترنت (بالإنجليزية)
- (بالإنجليزية) مكان ما في الزمن في روتن توميتوز.